# Habonim Dror Uruguay
Habonim Dror Uruguay es un movimiento juvenil sionista socialista, de ideología jalutziana y kibutziana, que activa en Uruguay desde 1956 y es parte del Movimiento Continental (Habonim Dror Amlat) y Mundial (Habonim Dror Olami).

Desde hace varios años, además de desarrollar actividades en el Ken de Montevideo, también lo ha hecho en el interior del Uruguay, ejemplo de esto fue el trabajo durante 10 años en el Departamento de Paysandú y hoy en día en Punta del Este la convierte junto a Macabi Tzair en las únicas Tnuot que realizan actividades educativas en el interior del Uruguay.

## Historia
Habonim Dror surgió de la unificación del movimiento juvenil jalutziano Ijud Habonim, 
que tuvo su origen en Inglaterra en 1929 y Dror, de corriente jalutziana sionista socialista, creado en 1915 en la ciudad de Kiev.
En Uruguay la Tnuá Dror comenzó sus actividades en 1956, y tomó el nombre Habonim Dror a principios de la década del ’80.
Por 1956, desembarcaron en Uruguay, Tuvia y Pnina Katz, jóvenes judíos argentinos pertenecientes al movimiento Dror Hakibutz Hameujad, con la intención de formar un movimiento paralelo en Montevideo. Se pusieron de inmediato en contacto con la escuela Scholem Aleijem de la calle Constitución y con gente del partido Ajdut Haavoda.
Comenzaron a trabajar en los locales de la escuela con los alumnos e hijos de integrantes del partido. Al año siguiente, cambiaron los integrantes argentinos y llegaron Eliahu y Varda Szwartzman, quienes pusieron manos a la obra para conseguir un local propio para realizar actividades, consiguiéndolo a pocas cuadras de la escuela, en la calle Alvear, alquilándolo en primera instancia para que, luego de un año tras la llegada del primer enviado de Israel, el sheliaj Moshe Kaspi, fuera comprada con el dinero recaudado de rifas, bonos, donaciones y otras actividades.
Del viejo local de la calle Alvear se trasladó a la casa de la calle Guaviyú. Años más tarde se compró una casa en la calle
Canelones 935, en el centro de la ciudad, bajo el nombre de "HaJotrim" - en honor al kibutz que recibió garinim de nuestro movimiento - ya que había varias familias judías viviendo por la zona.
Con el comienzo de la migración judía, de Goes a Pocitos, la tnuá decidió que había que abrir una sede en la zona. Con la llegada del sheliaj Meir Rekanati se compró la gran casa en la calle Martí, en pleno centro de Pocitos, bajo el nombre Sde Nahum, como el kibutz. Poco tiempo después se vendería la casa del centro.
Por razones ajenas a la voluntad popular, se tuvo que vender la casa de Marti y comprar un nuevo local en pocitos nuevo, nombrado Igal Alón, en recuerdo a la figura del gran líder del Estado de Israel y del movimiento kibutziano que falleciera inmediatamente cuando la mudanza a esta casa ocurrió, e Itzjak Rabin, días después del asesinato de este primer ministro, donde hoy se encuentra. Con la venta de la sede de Goes, calle Guaviyú 2579, llamada Revivim, en honor al kibutz que recibió el primer garin alia de Habonim Dror Uruguay, se cerró una etapa para la tnuá.
En los últimos años el kibutz Ein Guev se transformó en el hogar de muchos bogrim que hicieron aliá y decenas de madrijim se han y se están capacitando en Israel en el Majón de Madrijim.

### Actualidad
En la actualidad posee más de 250 integrantes activos, de los cuales unos 60 son bogrim y otros 11 se encuentran en Israel capacitándose en los planes de Shnat Hajshará.
En los últimos años decenas de janijim y bogrim de la tnuá se han realizado mediante la Aliá a Eretz Israel, tanto con sus familias como a nivel individual, y hoy se encuentran en las distintas localidades y kibutz de Israel.
Como movimiento educativo, Habonim Dror apuesta a la transmisión de contenidos y valores judíosionistas, mediante la educación no formal basada en el ejemplo personal, educando hacia el desarrollo de jóvenes emprendedores, críticos y consecuentes con su forma de pensar.

## Credo
El Movimiento Juvenil Judío Sionista Jalutziano “Habonim Dror” enarbola la bandera de la visión sionista socialista basada en los siguientes principios básicos :
1. Desarrollo de una sociedad justa, democrática e igualitaria para todos sus ciudadanos.
2. El derecho histórico que tiene el Pueblo Judío a la Tierra de Israel. El Estado de Israel es el centro espiritual y cultural del Pueblo judío. Solo en Israel puede un judío llevar adelante una vida colectivista de creación, responsabilidad y soberanía.
3. El Estado de Israel es una sociedad compuesta por muchas culturas y por eso se debe permitir libre expresión a todas las culturas, tradiciones, costumbres y creencias de los distintos ciudadanos.
4. Desarrollo de una sociedad israelí de avanzada que otorgue igualdad de oportunidades a todos sus habitantes con especial trato a los débiles y diferentes.
5. Paz y cooperación y relaciones de buena vecindad con todos los pueblos de la región .
6. Desarrollo de una concepción judaica renovadora acorde a las necesidades de nuestro tiempo, a través de una cooperación y respeto mutuo entre todas las corrientes del judaísmo.
7. Desarrollo del bienestar y prosperidad del Estado de Israel basado en el cuidado del medio ambiente y de los recursos naturales.
8. La Tnuá Habonim Dror combatirá la asimilación en todas las comunidades de la Diáspora por medio de la educación judío-sionista no formal.

Estos principios de la Tnuá comprometen a todos sus miembros, viéndose a sí mismos como jalutzim en la realización y en la creación de una sociedad democrática e igualitaria en el Estado de Israel. Estos principios no son sólo nuestra ideología sino nuestra forma de vida. Los miembros de la Tnuá tratarán de crear y fortalecer marcos sociales renovadores y solidarios como kibutz, comunas y otros marcos cooperativos, como medio para la realización de estos principios.

## Actividades

### Yom Kipur
El año 2010 fue un año de éxitos. Logros entendidos en el sentido de algunos procesos que se iniciaron y de otros que se continuaron.
Uno de los puntos más enfatizado es la claridad ideológica: estábamos en crisis de valores y decidimos avanzar en la fascinante búsqueda de la coherencia.
Un gran evento en el día de Yom Kipur en el cual la Comunidad Judía Humanista Secular se mancomunó en la sala de conferencias del Hotel Cala di Volpe, en Punta Carretas, llegando a más de 170 personas.

### Majane Kaitz
El majané kaitz es uno de los grandes momentos anules de la tnua. El majané es una oportunidad educativa en este sentido. Podemos trabajar con ellos en un proceso real, en el que tenemos la posibilidad de profundizar en distintas temáticas de formas que 
no podemos hacer durante todo el año.
Por otra parte, el convivir junto a los janijim durante siete días, permite fortalecer valores que no se reciben ni en una peulá, ni en un seminario, ni en un tojnit En el majané se convive de forma colectiva, en un ambiente sobre el cual prima la responsabilidad. Es el lugar para el trabajo, la convivencia, la discusión constante y el espíritu solidario.

### Majane Joref
Como siempre, Habonim Dror busca desarrollarse a la vez que renovarse. Y qué mejor forma que hacerlo en un majané, agregando un módulo jinuji a nuestro programa educativo anual y multiplicando, mientras tanto, los inolvidables e increíbles momentos que 
caracterizan a nuestros tradicionales majanot.

### Iom Shabat
Las actividades se realizan los sábados, en la sede de Pocitos. Durante una hora y media grupos de chicos, junto a sus respectivos educadores, reciben la actividad central de la semana planificada.
La actividad central mencionada, responde a un programa educativo elaborado para cada edad dentro del ciclo del movimiento. Si bien los programas difieren según la edad, las actividades buscan formar en valores a través de dinámicas tales como el juego, 
la discusión, la reflexión a partir de la lectura, de materiales audiovisuales o de actuaciones. A menor edad, las actividades consisten mayormente la dinámica del juego, y a mayor edad la discusión se transforma en la principal herramienta educativa.
Los programas buscan asimismo fortalecer al grupo como grupo, buscando desarrollar una integración entre los integrantes, confianza mutua, respeto y tolerancia, de forma tal que se puedan llevar a cabo procesos libres de trabas sociales. Esto 
responde también a una concepción del movimiento, según el cual el grupo y la vida colectiva son un elemento esencial para la autorrealización de los seres humanos.
La institución ha desarrollado programas para todas las edades, revisados anualmente con apoyo de profesionales en el tema